# Арно Ді Паскуале
Арно Ді Паскуале (фр. Arnaud Di Pasquale) — колишній французький тенісист, олімпійський медаліст. Найвищу одиночну позицію світового рейтингу — 39 місце досяг 17 квітня 2000, парну — 320 місце — 23 квітня 2001 року. Здобув 1 одиночний титул. Найвищим досягненням на турнірах Великого шолома було 4 коло в одиночному розряді. 
Бронзову олімпійську медаль  Ді Паскуале виборов на Сіднейській олімпіаді 2000 року, перемігши в матчі за третє місце юного Роджера Федерера.
На юніорському рівні Ді Паскуале виграв Відкритий чемпіонат США 1997 і був першим номером юнацького рейтингу.
Завершив кар'єру 2007 року.

## Юніорські фінали турнірів Великого шолома

### Одиночний розряд: 1 (1 перемога)
| Результат | Рік  | Турнір                           | Покриття | Суперник       | Рахунок       |
| --------- | ---- | -------------------------------- | -------- | -------------- | ------------- |
| Перемога  | 1997 | Відкритий чемпіонат США з тенісу | Тверде   | Веслі Вайтгаус | 6–7, 6–4, 6–1 |

### Парний розряд: 1 (1 поразка)
| Результат | Рік  | Турнір                               | Покриття | Партнер        | Суперники               | Рахунок       |
| --------- | ---- | ------------------------------------ | -------- | -------------- | ----------------------- | ------------- |
| Поразка   | 1997 | Відкритий чемпіонат Франції з тенісу | Ґрунт    | Жюльєн Жанп'єр | Луїс Орна Хосе де Армас | 4–6, 6–2, 5–7 |

## Фінали основних турнірів

### Фінали Олімпіад

#### Одиночний розряд: 1 (1 бронзова медаль)
| Результат | Рік  | Турнір | Покриття | Суперник       | Рахунок                 |
| --------- | ---- | ------ | -------- | -------------- | ----------------------- |
| Бронза    | 2000 | Сідней | Тверде   | Роджер Федерер | 7–6(7–5), 6–7(7–9), 6–3 |

## Фінали турнірів ATP за кар'єру

### Одиночний розряд: 2 (1–1)
| Легенда                         |
| ------------------------------- |
| Турніри Великого шолома (0–0)   |
| Фінали Світового туру ATP (0–0) |
| Серія Мастерс ATP (0–0)         |
| Серія турнірів ATP (0–0)        |
| Серія ATP Інтернешнл (1–1)      |

| Фінали за покриттям |
| ------------------- |
| Тверде (0–0)        |
| Ґрунт (1–1)         |
| Трава (0–0)         |

| Титули за типом корту |
| --------------------- |
| Відкритий (1–1)       |
| Закритий (0–0)        |

| Результат | В-П | Дата     | Турнір            | Рівень           | Покриття | Суперник            | Рахунок       |
| --------- | --- | -------- | ----------------- | ---------------- | -------- | ------------------- | ------------- |
| Поразка   | 0–1 | Вер 1998 | Бухарест, Румунія | Серія Інтернешнл | Ґрунт    | Франсіско Клавет    | 6–1, 7–6(7–2) |
| Перемога  | 1–1 | Жов 1999 | Палермо, Італія   | Серія Інтернешнл | Ґрунт    | Альберто Берасатегі | 6–1, 6–3      |

## Фінали ATP Челленджер і ITF Ф'ючерс

### Одиночний розряд: 7 (2–5)
| Легенда              |
| -------------------- |
| ATP Челленджер (2–4) |
| ITF Ф'ючерс (0–1)    |

| Фінали за покриттям |
| ------------------- |
| Тверде (0–0)        |
| Ґрунт (2–5)         |
| Трава (0–0)         |
| Килим (0–0)         |

| Результат | В-П | Дата     | Турнір                 | Рівень     | Покриття | Суперник        | Рахунок                 |
| --------- | --- | -------- | ---------------------- | ---------- | -------- | --------------- | ----------------------- |
| Поразка   | 0–1 | Кві 1998 | Ніцца, Франція         | Челленджер | Ґрунт    | Маріано Пуерта  | 7–6, 4–6, 4–6           |
| Перемога  | 1–1 | Чер 1998 | Пржибрам, Чехія        | Челленджер | Ґрунт    | Радек Штепанек  | 6–3, 6–1                |
| Поразка   | 1–2 | Лип 1998 | Контрексевіль, Франція | Челленджер | Ґрунт    | Юнес Ель-Айнауї | 4–6, 7–6, 0–6           |
| Перемога  | 2–2 | Тра 2002 | Любляна, Словенія      | Челленджер | Ґрунт    | Жоан Бальсельс  | 6–4, 6–3                |
| Поразка   | 2–3 | Кві 2004 | Неаполь, Італія        | Челленджер | Ґрунт    | Жіль Мюллер     | 6–7(7–9), 7–6(7–1), 1–6 |
| Поразка   | 2–4 | Кві 2006 | Франція F6, Грасс      | Ф'ючерс    | Ґрунт    | Ніколя Кутло    | 2–6, 2–6                |
| Поразка   | 2–5 | Чер 2006 | Мілан, Італія          | Челленджер | Ґрунт    | Вейн Одеснік    | 7–5, 2–6, 6–7(5–7)      |

## Часовий графік результатів
| W | Ф | ПФ | ЧФ | #Р | КТ | К# | DNQ | A | NH |

### Одиночний розряд
| Турніри Великого шлему                 |     |     |     |     |              |              |              |              |              |        |       |     |
| Відкритий чемпіонат Австралії з тенісу |     | 1р  |     | 1р  |              | 1р           |              | К1р          |              | 0 / 3  | 0–3   | 0%  |
| Відкритий чемпіонат Франції з тенісу   | 1р  | 4р  | 1р  | 1р  | 4р           |              | 1р           |              | К1р          | 0 / 6  | 6–6   | 50% |
| Вімблдонський турнір                   |     | 1р  | 2р  |     |              |              |              |              |              | 0 / 2  | 1–2   | 33% |
| Відкритий чемпіонат США з тенісу       | 2р  | 1р  | 2р  | 1р  | К2р          |              | 1р           |              |              | 0 / 5  | 2–5   | 29% |
| В-П                                    | 1–2 | 3–4 | 2–3 | 0–3 | 3–1          | 0–1          | 0–2          | 0–0          | 0–0          | 0 / 16 | 9–16  | 36% |
| Тур ATP Мастерс 1000                   |     |     |     |     |              |              |              |              |              |        |       |     |
| Indian Wells Open                      |     | 1р  | 2р  | 2р  |              | К1р          |              |              |              | 0 / 3  | 2–3   | 40% |
| Відкритий чемпіонат Маямі з тенісу     |     | 1р  | 1р  | 1р  |              |              |              |              |              | 0 / 3  | 0–3   | 0%  |
| Монте-Карло                            |     | 3р  | 1р  | 3р  | К1р          |              |              |              |              | 0 / 3  | 4–3   | 57% |
| Рим                                    |     | К2р | 2р  | К2р |              |              |              |              |              | 0 / 1  | 1–1   | 50% |
| Гамбург                                |     | ЧФ  | 3р  | 1р  |              |              |              |              |              | 0 / 3  | 5–3   | 63% |
| Мастерс Канада                         |     |     | 1р  |     |              |              |              |              |              | 0 / 1  | 0–1   | 0%  |
| Мастерс Цинциннаті                     |     | 2р  | 1р  | К2р |              |              |              |              |              | 0 / 2  | 1–2   | 33% |
| Штутгарт                               |     | К1р | К2р |     | Не проводили | Не проводили | Не проводили | Не проводили | Не проводили | 0 / 0  | 0–0   | –   |
| Мастерс Париж                          | 2р  | 1р  | 1р  |     | К1р          |              |              |              |              | 0 / 3  | 1–3   | 25% |
| В-П                                    | 1–1 | 6–6 | 4–8 | 3–4 | 0–0          | 0–0          | 0–0          | 0–0          | 0–0          | 0 / 19 | 14–19 | 42% |